# Amanirenas
Amanirenas, o Amanirena (60 a.C. - 50 a.C. circa – 10 a.C. circa), fu una regina del Regno di Kush in un periodo compreso approssimativamente tra il 40 a.C. e il 10 a.C..
Le iscrizioni meroitiche danno ad Amanirenas il titolo di qore e di kandake, facendo ipotizzare che fosse una regina regnante. 
Amanirenas è una delle kandake (o in latino candace) più famose, e la sua fama è dovuta principalmente al suo ruolo alla guida delle truppe kushite contro i Romani in una guerra che durò cinque anni, dal 27 a.C. al 22 a.C.
Il nome di Amanirenas è associato anche a quelli di Teriteqas e Akinidad, ma la relazione precisa tra questi tre non è chiara nella documentazione storica; alcuni studiosi considerano Akinidad come figlio di Amanirenas, e Teriteqas come suo marito.

## Storia

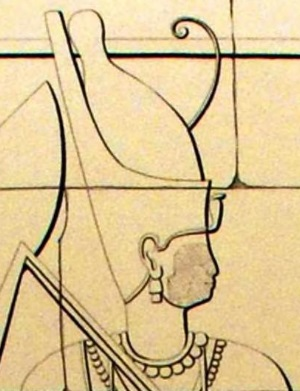
Ritratto della regina kushita sepolta nella piramide Bar. 4, possibilmente Amanirenas.

Approfittando dell'assenza di Elio Gallo, il prefetto dell'Egitto, impegnato in una campagna in Arabia nel 24 a.C., i Kushiti lanciarono un attacco alla Bassa Nubia e guidati da Amanirenas e Akinidad sconfissero le forze romane ad Assuan e File.
Strabone fa riferimento in un racconto sulla guerra meroitica contro l'Impero romano a una "feroce regina con un occhio solo", la candace che catturò una serie di forti romani nell'Egitto meridionale nel 25 a.C. Di solito si fa corrispondere questa candace ad Amanirenas. Il suo esercito vittorioso tornò con una raffigurazione in bronzo della testa di Augusto, presa da una statua dell'imperatore romano, poi "seppellì la testa mozzata del glorioso Augusto sotto i gradini di un tempio dedicato alla vittoria". Questa testa di bronzo, ritrovata nella città di Meroe nel 1912 da una squadra archeologica britannica, è oggi conservata al British Museum. 
Dopo le vittorie iniziali ottenute da Amanirenas, le sorti della guerra mutarono e i Kushiti furono cacciati dall'Egitto da Gaio Petronio; i Romani stabilirono allora una nuova frontiera a Hierasykaminos.